# Casti connubii
Casti Connubii je papeška okrožnica, ki jo je papež Pij XI. izdal 31. decembra 1930.
Okrožnica govori o svetosti zakona in prepovedi umetne kontracepcije, zavrača evgeniko in potrjuje prepoved splava. Poleg tega izpostavlja avtoriteto Cerkve na moralnem področju in zagovarja sodelovanje civilne oblasti s Cerkvijo.
V slovenščini je bila okrožnica izdana leta 1931 pod naslovom Okrožnica papeža Pija XI. o krščanskem zakonu kot posebna številka revije Čas (COBISS) in je dostopna na dLib.